# Moehringia glaucovirens
Moehringia glaucovirens är en nejlikväxtart som beskrevs av Antonio Bertoloni. Moehringia glaucovirens ingår i släktet skogsnarvar, och familjen nejlikväxter. Inga underarter finns listade i Catalogue of Life.